# Тищук Євген Віталійович
Євген Віталійович Тищук (нар. 18 серпня 1966, м. Краматорськ, Донецької області) — український режисер, актор, драматург, педагог. Головний режисер Мукачівського драматичного театру.

## Освіта
- режисерський факультет Київського державного інституту культури ім. Корнійчука, майстерня Віталія Борсученка;
- режисерський факультет Київського національного університету театру, кіно та телебачення ім. Карпенка-Карого, майстерня Костянтина Дубініна;
- магістратура режисури Школи-студії (інститут) МХАТ ім. А. П. Чехова, м. Москва, майстерня Валерія Фокіна.  
Вивчав ТЕАТРАЛЬНУ БІОМЕХАНІКУ в Центрі ім. Всеволода Мейєрхольда у Москві під керівництвом майстра Олексія Левинського. Проводить майстер-класи з ТЕАТРАЛЬНОЇ БІОМЕХАНІКИ Всеволода Мейєрхольда як в Україні, так і за кордоном.

## Режисерські роботи в театрі
Мукачівський драматичний театр
- 1993 — «Генерали у спідницях» Ж. Ануй;
- 1999 — «Блез» К. Маньє;
- 2001 — «Лісова пісня» Л. Українка;
- 2002 — «Собаки» К. Сергієнко;
- 2002 — «Поки вона помирала» Н. Птушкіна;
- 2004 — «Конкурс» О. Галін;
- 2004 — «Дім Бернарди Альби» Ф. Гарсіа Лорка;
- 2006 — «Лізістрата» Л. Філатов;
- 2007 — «Скляний звіринець» Т. Вільямс;
- 2009 — «Птах фенікс» М. Коляда;
- 2010 — «Кішки-мишки» О. Мардань;
- 2011 — «Над прірвою у житах» Д. Селінджер;
- 2013 — «Смерть Тарєлкіна» О. Сухово-Кобилін;
- 2013 — «Великодушний рогоносець» Ф. Кроммелінк;
- 2015 — «Едіт Піаф» за мемуарами Едіт Піаф;
- 2018 — «Князь Корятович» О. Гаврош;
- 2020 — «Зона душі» за мотивами п׳єси Я. Гловацькоко «Попелюха»;
- 2020 — «Поліанна» Е. Портер та інші

Миколаївський академічний художній російський драматичний театр
2019 — «Дім Бернарди Альби» Ф. Гарсіа Лорка.

## Нагороди
Заслужений артист України
Лауреат обласної премії імені братів Євгена та Юрія-Августина Шерегіїв в галузі театрального мистецтва за режисуру у виставі «Лісова пісня» Лесі Українки. (2001 р.)
Лауреат обласної премії імені братів Євгена та Юрія-Августина Шерегіїв в галузі театрального мистецтва за режисуру у виставі «Над прірвою у житі» Джерома Селінджера. (2011 р.)
Лауреат обласної премії імені братів Євгена та Юрія-Августина Шерегіїв в галузі театрального мистецтва за режисуру у виставі «Смерть Тарєлкіна» Олександра Сухово-Кобиліна. (2013 р.)

## Драматургічні роботи
- «Новорічні пригоди.» (п׳єса для дітей та дорослих на дві дії);
- «Спасибі, Барбі.» (сучасна п׳єса для дітей та дорослих на дві дії);
- «Сонечко всередині.» (п׳єса для дітей та дорослих на дві дії);
- «Принцеса без горошини.» (комедія для дітей та дорослих на дві дії);
- «Принц та Чудовисько.» (комедія для дітей та дорослих на дві дії);
- «Прибульчик» (фантастичні пригоди для дітей на дві дії);
- «Кай та Герда»  (п'єса за мотивами казки «Снігова королева» Ганса Крістіана Андерсена для дітей та дорослих);
- «НеНормальні» (п'єса для дорослих на дві дії).